# Aloe × hexapetala
Az Aloe × hexapetala az egyszikűek (Liliopsida) osztályának spárgavirágúak (Asparagales) rendjébe, ezen belül a fűfafélék (Asphodelaceae) családjába tartozó Aloe ferox és Aloe speciosa nevű fajok hibridje.

## Rendszertani eltérés
A más nyelvű wikilapok, ezt a taxont hibridjel - a kis x - nélkül jelenítik meg; vagyis így: Aloe hexapetala. Továbbá azonosnak tartják az Aloe speciosával Baker. Azonban a Plants of the World Online nevű forrás, amely eddig az egyik legmegbízhatóbb forrásnak bizonyult, ezt a taxont hibridként kezeli - bár nem említi a szülőfajokat -, és az Aloe speciosa különálló fajnak számít.

## Előfordulása
Az Aloe × hexapetala előfordulási területe a Dél-afrikai Köztársaság nyugati és déli részei.